# Saint-Georges-sur-Arnon
 Saint-Georges-sur-Arnon  es una población y comuna francesa, en la región de  Centro, departamento de Indre, en el distrito de Issoudun y cantón de Issoudun-Nord.

## Demografía
| 360 | 326 | 295 | 335 | 383 | 430 |
| Para los censos de 1962 a 1999 la población legal corresponde a la población sin duplicidades (Fuente: INSEE [Consultar]) |     |     |     |     |     |